# Фенульо де Фальбер-де-Кэнсэ, Шарль Жорж

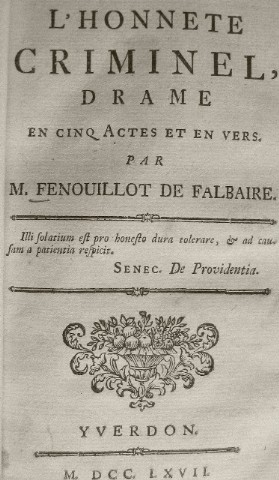
Титульный лист драмы Честный преступник, 1767

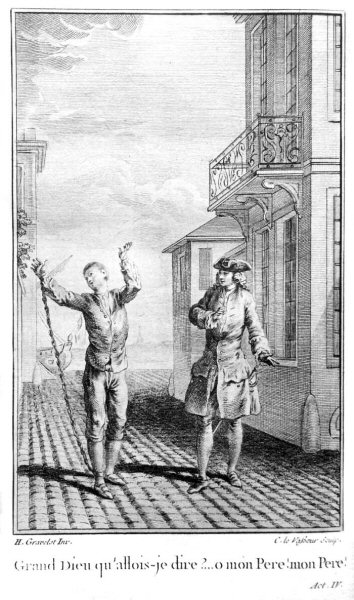
Честный преступник. Сцена из IV акта. Гравюра Жана-Шарля Левассёра

Шарль Жорж Фенульо де Фальбер-де-Кенже (фр. Charles Georges Fenouillot de Falbaire de Quingey, 16 июля 1727, Сален, департамент Сена и Марна – 28 октября 1800, Сент-Менеу, департамент Марна) — французский драматург, писатель-энциклопедист, государственный чиновник.

## Биография
Служил по министерству финансов, впоследствии был генеральным инспектором солеварен Франш-Конте и Лотарингии (до 1787).

## Главное сочинение
Увлекшись мнением Мармонтеля, изложенном во Французской поэтике, будто для возрождения трагедии необходимо вывести на сцену не героев древностей, а обыденных людей мещанской среды, Фенульо разработал в форме драмы историю протестанта Жана Фабра (1717-1797), который, приняв на себя наказание, ожидавшее его престарелого отца, добровольно подверг себя каторге на галерах. «L’honnête criminel», драма в стихах, была поставлена в 1768 году на частной сцене герцогини Виллеруа, но запрещена к представлению на публичных сценах Парижа. Содержавшая призыв к религиозной терпимости, она с шумным успехом шла на сценах Бельгии и Нидерландов, Италии и Испании, где её переложил Ховельянос. Её чрезвычайно высоко оценил  Вольтер. Драму пожелала увидеть королева Мария-Антуанетта, и в результате Фабр был восстановлен в гражданских правах. В 1790 году драма Фенульо была наконец поставлена на сцене «Théâtre de la République», где роль безвинно осуждённого каторжника исполнил знаменитый Тальма. Действительный герой пьесы, Фабр, неоднократно присутствовал в театре при прославлении подвигов его сыновней любви. Драма выдержала до 1799 года около ста представлений. На волне этого успеха Фенульо был назначен комиссаром правительства при парижском театре Одеон, получил скромную пенсию. Умер в разочаровании и забвении.

## Прочие сочинения
Другие пьесы Фенульо: комедия в стихах и с музыкой Гретри «Deux avares» (1770), историческая трагедия «Les Jammabos, ou Les moines japonois» (1770), драма «Le fabricant de Londres» (1771), комедии «Sémire et Mélide» (1773, музыка Филидора) и «L’Ecole des moeurs» (1776).
Все эти пьесы, равно как мелкие стихотворения и статьи Ф., написанные для Энциклопедии по заказу его друга Дени Дидро, вошли в двухтомное собрание сочинений Ф. (1787).

## Известность
Драмы Фенульо были тут же переведены на немецкий, голландский, шведский, итальянский, испанский, польский языки, переводы не раз переизвавались.

## Сводные издания
- Oeuvres. Vol.1-2.  Paris: Duchesne, 1787
- Théâtre. Paris: Touquet, 1821